# Botaničeskij sad (anello centrale di Mosca)
Botaničeskij sad (in russo Ботанический сад?, ovvero orto botanico) è una stazione dell'anello centrale di Mosca situata nel quartiere di Sviblovo, nel distretto nord-orientale di Mosca. La stazione prende il nome dal vicino orto botanico di Mosca ed è situata nelle vicinanze dell'omonima stazione della linea 6 della metropolitana.
Con una frequenza media di 35.000 persone al giorno nel 2017, si tratta di una delle stazioni più utilizzate dell'intera linea.